# Národní identita
Národní identita označuje pocit příslušnosti a ztotožnění jednotlivce s určitým národem nebo více národy. Vychází z konceptu národa a je jednou z kolektivních sociálních identit. Jde o vnímání národa jako soudržné skupiny lidí reprezentované charakteristickými tradicemi, kulturou, jazykem, historií či územím. Národní identita může označovat subjektivní pocit sounáležitosti jedince se skupinou, národem, bez ohledu na jeho právní status občanství, nebo jeho etnickou příslušnost. Národní identita může být shodná s národním státem, není to však nutností.
V současných studiích je národní identita chápána jako vztah mezi interními a externími silami, jež se vztahují k danému státu. Preferovaná reputace národa v mezinárodní sféře, která je reflektována ve více či méně konsensuálním vnímání ostatních zemí, patří mezi nejvíce kritické externí síly.
Dále podle teorie globálního názoru (anglicky Global Opinion Theory) myšlenka národní identity vychází částečně ze vztahu mezi sebepojetím národa (Selbstbild) a představě národa o image sebe samého v očích vnějšího světa.
Rozšíření konceptu národní identity bývá spojováno s šířením tisku a gramotnosti z důvodu nárůstu zájmu o dění mimo hranice vlastní komunity. Budování národní identity bývá propojováno spíše s tlakem shora, řízeným úsilím vzdělané elity, oproti sociální identitě, která je formována skrze pocit sounáležitosti se sociální třídou, jejímž zdrojem byl tlak neprivilegovaných mas. V obou případech jde o způsob propojení široké masy lidí, v rámci které nemají šanci se všichni navzájem znát, jejíž jednotlivci byly v důsledku společenských změn vytrženy ze sounáležitosti s jinými sociálně funkčními skupinami (cechy, gildy, stavy, obce, církve apod.). Formování národního uvědomění a posléze i národní identity bývá propojeno s vymezením vůči jinému národu.

## Formování
Národní identita, v kontextu individuálního vnímání jedince, se formuje v průběhu života. Jde o proces, během kterého si jedinec vytváří pocit sounáležitosti s určitým národem, tedy skupinou osob, kterou navzájem pojí společný jazyk, kultura, historie nebo teritorium. Jde tedy o způsob, jakým jedinec vnímá sám sebe a svůj vztah k určitému národu.
Národní identita není statická, vyvíjí se v průběhu života a může se měnit v závislosti na osobní, ale také politické situaci. V zásadě lze rozdělit tvorbu individuální národní identity mezi určité stupně socializace. V průběhu primární socializace se formují první vztahy jedince k národu, především skrze rodný jazyk, hodnoty, normy a postoje, které dítě přejímá v útlém věku od svého bezprostředního okolí, především pak od rodičů.
Během sekundární a terciární socializace pak dochází k rozšiřování chápání národní identity v reakci na širší společenské vlivy. Jedinec se střetává s řadou vnějších vlivů, jako jsou média nebo škola. Výsledkem je ambivalence v národní identitě jedince, který se může například ztotožňovat s více národy.

## Roviny
Lze rozlišovat tři roviny národní identity.

### Individuální (sociálně psychologická)
Forma skupinové identity, kdy lidé bez ohledu na reálný kontakt cítí vzájemnou sounáležitost. Důvodem této sounáležitosti může být společný jazyk, vztah k určitému teritoriu, historii, podobná interpretace dějin národa, se kterým se ztotožňují, tradice apod. V současné společnosti hraje individuální národní identita zásadní roli, často je pro jedince více definující než identita sexuální, věková, třídní, náboženská či stranická.

### Politicko-systémová
V současném geopolitickém systému převládají národní státy, suverénní geopolitické entity, na jejichž území převládá jeden národ. Národní identita je síla, která udržuje národní stát v celku a je nutná k dosažení politických cílů. V zemích, kde je pevná národní identita, je zpravidla také silnější společenská solidarita mezi občany a formace například tzv. sociálního státu je snadnější.

### Ideologická
Na ideologické úrovni je národní identita spjata s nacionalismem, předpokladem o speciálním historickém postavení státu, jeho kulturní jedinečnosti, teritoriálním zakotvením a odůvodněním či mytickým podložením vzniku státu.
Dále lze rozlišit pět prvků národní identity
1. Obraz národa
2. Vazba k národnímu státu
3. Národní hrdost
4. Pocit věrnosti a lásky k národu
5. Připravenost jednat ve prospěch národa[10]

## Národ
Hlavní otázkou je, zda jsou nacionalismus a národ novými koncepty, produkty příchodu modernity, nebo zda mají mnohem hlubší kořeny dalece předcházející moderní dobu. Hlavními hybateli této diskuze byli Anthony D. Smith a Ernest Gellner.
Smith argumentuje, že hlavní zdroj přitažlivosti nacionalismu spočívá v tom, že se opírá o hluboké rezervoáry citů, o pocit identity, který má dlouhou historii. Národy nejspíše neexistovali od počátku věku, zároveň se ovšem nezjevily z ničeho nic. Národům předcházelo etnikum (éthnie), široké skupiny lidí, které spojovalo společné označení, společná víra ohledně předků, společná historie a fungování ve společném kulturním rámci ve spojení s určitým místem - domovinou (home-land). Tyto vazby v průběhu doby utvořily pocit vzájemné solidarity. Smith tímto oponuje názoru některých nacionalistů, že národy existují od "nepaměti". Odmítá toto primordialistické a perennialistické tvrzení v zájmu vyváženějšího a sofistikovanějšího přístupu, který nazývá etnosymbolismem. Tento přístup umožňuje rozlišení mezi etnikem a národem. Etnosymbolismus vychází z teoretické kritiky modernismu a je to přístup, který zdůrazňuje roli mýtů, symbolů, vzpomínek a tradicí v utváření a uchovávání etnicity a nacionalismu.Podle této teorie je národ historickým fenoménem, nejen v obecném slova smyslu ve společné minulosti, ale proto, že ztělesňuje sdílené vzpomínky, tradice a naděje lidí jako součástí národa. Právě vztah sdílených vzpomínek a kolektivní kulturní identity je ústředním tématem historického etnického symbolismu. Uchovávání kulturní paměti je základní podmínkou pro přežití a osud společné identity. Modernisté naopak tvrdí, že dnešní koncept národa je moderní fenomén bez hlubokých kořenů. Podle Gellnera jeho vznik souvisí s přechodem od agrární společnosti s negramotnou většinou na moderní průmyslové společnosti, které vyžadují výraznější komunikaci mezi svými členy. A potřeba komunikace v tomto velmi odlišném druhu společnosti vyvolala potřebu národa.

## Česká národní identita
Většina dnešních evropských států neměla na začátku 19. století vlastní státní identitu. Existovaly pouze jako etnické skupiny. Mezi ně patřil i český národ, který byl po staletí pod nadvládou habsburské monarchie. Pomocí národních hnutí se vypracovaly až k modernímu národu.Historická zkušenost přivedla Čechy k obezřetnosti, ale zapojení do nadnárodních celků se nebránili, pokud garantovaly nějaké výhody (ekonomické, obranné atd.). Po pádu minulého režimu v roce 1989 nálada v Česku volala po návratu do Evropy jako cesta překonat negativní následky komunismu. Evropanství bylo chápáno jako doplnění češství, ne jeho protiklad. Toto dospělo ke vstupu do Evropské unie v roce 2004, které mělo podporu drtivé většiny.
Popsat identitu českého národa není jednoduché. Vycházíme zejména ze sociologických výzkumů, které nemusí být přesné, a z úvah filozofů, které jsou ovlivněny jejich subjektivním pohledem. Některá fakta však zůstávají. Drtivá většina Čechů žije v České republice, 97 % obyvatel uvádí češtinu jako svůj rodný jazyk a má silnou vazbu k českému území.
Pro Čechy je však nejdůležitější sociální identita zaměstnanecká, následovaná tou rodinnou. Třetí nejdůležitější bývá jejich věková skupina. Na druhou stranu za nejméně významnou považují identitu na základě náboženství či politické orientace. Regionální identita v průzkumech obsadila pomyslné střední příčky, ale přesto ji více českých občanů považuje za relevantnější než tu národní.
Když se zeptáme Čechů na kritéria pro to, aby byl člověk opravdový Čech, nejčastěji zmiňují český jazyk, české občanství či subjektivní pocit češství. Má však i význam narození v ČR či dlouhodobý pobyt na jejím území.

## Národní identita ve světě

### Francie
Slovy Andrého Mauroise: „jakási francouzská rasa nikdy neexistovala.“ Nejen v minulosti, ale i dnes, se Francie potýká s „krizí francouzské národní identity“ a zabývá se otázkou, co vlastně znamená být Francouzem. Problémy francouzské národní identity spočívají v obecném přesvědčení, že charakteristiky francouzského národa jsou odlišné, ale v zásadě pozitivní, zahrnující superiorní kulturu a literaturu, atraktivní politické ideologie, prosperující ekonomiku, která láká cizince, stejně jako asimilační mašinérie, která asimiluje tyto cizince a etnické minority do francouzské identity, čímž se „stávají Francouzi“. Avšak po druhé světové válce se sen o „francouzské společnosti“ stal až příliš lákavou myšlenkou, a tak v důsledku této myšlenky mnoho migrantů není sociálně ani kulturně začleněna do společnosti, čímž se asimilační mašinérie stala přetíženou a neefektivní.
Od revoluce v roce 1789 bylo členství ve francouzském národním společenství založeno v ideálním případě na dobrovolném závazku vůči republice a politickým hodnotám s ní spojeným. Slovy Ernesta Renana: „Národ je sentiment, spirituální princip, který je založen jak na minulosti, tak na přítomnosti.“ a v průběhu Francouzské revoluce se touto idejí řídili jakobíni. V očích Francouzů v 18. století členství ve francouzské národní komunitě znamenalo být promotéry revoluce a práv člověka.
Po druhé světové válce se „francouzství“ elaborovalo do myšlenek heroismu a vzdoru. Problém národní identity ve 20. století vyústil v roce 2009 tzv. „Velkou Debatou“ schválenou vládou a za úkol si dala zjistit „co pro občany znamená být Francouzem?“ Vnímána spíše jako politický trik než jako skutečný pokus o posílení sociální soudržnosti kolem jednotné kolektivní identity „Velká Debata“ skutečně odhalila stín pochybností, které neustále vrhají na loajalitu přistěhovalců a jejich potomků, jelikož se mnoho z nich necítí být Francouzi, ale ve Francii se „cítí jako doma“. Z této „debaty“ se také usuzuje, že pro francouzskou společnost „vypadat a mluvit“ jako Francouz jsou důležité dimenze pocitu být Francouzem. Zdá se, že co století, to jiná francouzská identita, a tak odpověď na otázku „Velké Debaty“ se v průběhu historie Francie lišila.

### Spojené státy
„We the people“ („My, lidé“), tak začíná preambule Ústavy Spojených států amerických, a i přesto, že má jen tři slova, je to složitá exprese. Od prvopočátku existence USA se Američané potýkali s úvahami, co vlastně znamená být Američanem. Mnoho vzdělaných lidí se snažilo popsat „americkou národní identitu“ a jednou pro vždy určit, co znamená slovo „Američan“.
Formulace bývalého amerického prezidenta Thomase Jeffersona zní takto: „Všichni lidé jsou rovnocenní a svobodní, z této rovnosti pramení práva nezcizitelná a inherentní, mezi něž patří zachovaní života svobody a hledání štěstí.“ Podle této perspektivy, pokud akceptujete tyto ideály svobody, rovnosti a tvrdé práce, tak jste skutečnými Američany. Avšak téměř třísetletá historie USA však mnohdy ukázala, že vyloučení z „americké identity“ kvůli rase či náboženství byla a jsou rozsáhlá.
Celá desetiletí, a dalo by se říci i staletí, byli Afroameričané a jiná etnika rasově segregována, urážena a ponižována. Změna přicházela postupně, například s výhrou států Unie nad státy Konfederace přišla změna zrušením otroctví, ale ani tehdy rasová segregace neskončila, ba naopak, gradovala. Jako by se zdálo, že „americký sen“ či „americká identita“ v kontextu se slovy Thomase Jeffersona platila pouze jen pro „bílou rasu“ či „anglosaské etnikum“.
Až v roce 1964 přišla zásadní změna s Zákon o občanských právech z roku 1964 (The Civil Rights Act of 1964) za vlády prezidenta Johnsona. Tento zákon zrušil rasovou segregaci na základě rasy, náboženství, barvy kůže, pohlaví či etnika. Jde o jednu z nejdůležitějších legislativních změn v USA, avšak i dodnes se bohužel objevuje rasová segregace, jen ne na „základní“ či „legislativní úrovni“.
V roce 2017 prezident Donald Trump podepsal výnos o omezení migrace ze šesti muslimských zemí a také jeho snaha zastavit migraci z Mexika byla taktéž dost kontroverzní. Jako by politici sami určovali, co nebo kdo je to „Američan“ a ne samotný americký lid. Většina Američanů se však shodne na Jeffersonové ideji a také až 77 % dotázaných Američanů považuje angličtinu za důležitou součást USA. Další ukazatele, jako být křesťanem či sdílet národní kulturu a tradice, postupně klesají v důsledku velké demografické změny, kterou USA nyní procházejí, a tím se samozřejmě bude měnit i „národní identita Američanů“.

### Latinská Amerika
Koncept národní identity v Latinské Americe je pochopitelně ovlivňován mnohými kulturně-historickými faktory. Nelze opomenout značný vliv katolické církve, podstatu koloniálního dědictví či dopad migrace jak v rámci Latinské Ameriky, tak mezi kontinenty.
Se zaměřením na konec devatenáctého a první polovinu dvacátého století, migrace v procesu utváření národní identity v Latinské Americe hrála významnou roli. Ovšem není šokující, že tento jev se stal jádrem mnohých konfliktů. Uzákonění limitů migrace do mnohých států Latinské Ameriky na počátku 20. století nebylo první formou diskriminačních legislativ v tomto regionu. Například v 90. letech 19. století byl v Uruguayi schválen zákon, který odmítal migranty z Afriky a Asie, zároveň však usiloval o stimulaci migrace z Evropy. V případě Brazílie, která v 30. letech 20. století zavírala cizojazyčné školy či dokonce stavila mezinárodní instituce mimo zákon, mluvíme o snaze tamějšího autoritářského režimu měnit migranty v Brazilce ("to Brazilianize [the migrants]"). Ve spojitosti s tím nebylo neobvyklé, že se lidé, kteří se od běžného obyvatelstva lišili etnicky, rasově či se jejich víra neshodovala s vírou daného obyvatelstva, stávali terčem kritiky, urážek či obvinění z různých nepříznivých nepř. ekonomických jevů.
Způsob, kterým interagovalo globální šíření nacionalismu s nárůstem pohybu lidí, zboží a myšlenek mezi Latinskou Amerikou a světem, nelze jednoduše charakterizovat negativními postoji proti migrantům. Latinská Amerika je příkladem situace, kdy struktura národní identity vzniká či se upevňuje v reakci na migraci. Zároveň je však nutno zmínit, že velikost migrace nutně nemusí korelovat s vlivem, který na formování národní identity má. Příkladem mohou být migrační vlny z Blízkého východu. V Argentině i v Brazílii byli migranti z tohoto regionu hromadně označováni jako Turci (“turcos”), přestože do této skupiny nespadal nikdo, kdo by dnes či historicky mimo region Latinské Ameriky byl považován za Turka. Tyto menšiny se postupně odprostili od tohoto termínu a získali jiné identity.
Avšak dalším podnětem k diskusi je stav “národních států”, které od roku 1850 do roku 1950 vysílaly migranty do Latinské Ameriky. Tyto státy samy nebyly zcela zformovány, proto do Latinské Ameriky místo např. Němců či Španělů odjíždí Bavořané, Katalánci, atd.
V neposlední řadě hraje ve formování národní identity roli i migrace mezi státy Latinské Ameriky. Například začátkem 20. století dohromady přes 45 tisíc lidí žijících v Uruguayi byli “Argentinci” a “Brazilci” s evropským původem. Na druhou stranu přibližně 100 tisíc Uruguayců žilo v roce 1907 v Argentině.

## Migrace a vnímání pojmu národ ve světě
V globalizační éře lidstva se migrace a masové migrace stávají častějšími jevy, ať už z důvodů politických či klimatických změn nebo hledání lukrativnějšího života v zahraničí. S migrací vyvstávají otázky jako jsou národní identita a kultura migrantů.
Nástrojem, který má pomoci integrovat nově příchozí a zároveň podpořit komunikaci mezi nimi a majoritou, se stala multikulturní výchova. Národní identitu lze chápat jako kolektivní sociální identitu, která se projevuje v pozitivním vztahu v jedince k vlastnímu národu a zemi a také ke kulturním a morálním zvyklostem. V průběhu migračních vln se ve veřejném prostoru často mluví o národních zájmech a bezpečnosti, a tak se zdá, že kvůli strachu z uprchlíků se pojem národní identity dostává do popředí.
Historické teritorium, politická komunita, společná kultura a ideologie či jazyk jsou základními komponenty západního chápání národa jako takového. V ten samý moment se paralelně se západním modelem chápání státu vyvinul ne-západní model, a to ve Východní Evropě či Asii. Můžeme tento ne-západní model determinovat jako „etnické“ chápání státu, kdy hlavní rozlišovací vlastností je empatie na komunitu v místě narození a její kulturu, zatímco západní model zdůrazňuje, že jedinec musí náležet nějakému národu. V etnickém modelu je primárně důležité místo narození a kultura s ním spojena, nehledě na současnou státní příslušnost či místo pobytu. Stát je v tomto případě vnímán jako „velká rodina“.
Při migračních vlnách, většinou z východních či jižních zemí do Evropské unie, se tyto dva modely překrývají a navzájem se obohacují, ale vytvářejí přirozeně i napětí a konflikty, které jsou většinou právě způsobeny obavami, že obyvatelé západní hemisféry ztratí svou národní identitu, jazyk či národ jako takový. Určitě tomu nepřispívají i populistické či extrémistické strany, které právě na tuto část obyvatelstva cílí tím nejstarším, ale zdaleka nejefektivnějším nástrojem neboli chceme pocitem, a to strachem.

## Globalizace
Globalizační procesy, které mají za úkol zrychlit pohyb zboží, mají dopady i na národní identitu. S globalizací světa vzrostla mezinárodní spolupráce, při které dochází ke kulturním výměnám a různým způsobům života. Lidé stále více překračují hranice například při hledání lepší práce, lepšího vzdělání nebo kulturní výměny. Globalizace může ohrozit vlastenectví, které dle výzkumníků klesá s tím, jak se země více globalizuje. S narůstající propojeností mezi geopolitickými aktéry dochází k upozadění národní identity ve prospěch identit nadnárodních (např. občan Evropské unie). Globalizace má i důležitý kulturní rozměr. Je to kontakt kultur, který může být hrozbou pro národní identitu.

## Střet mezi národní identitou a státní příslušností
V určitých situacích dochází k rozporu mezi individuální národní identitou jedince a jeho státní příslušností (občanství). K tomuto fenoménu dochází především u národních států, které často z právního hlediska u svých občanů předpokládají národní identitu národa, kterému daný stát náleží (např. Spojené státy považují všechny občany Spojených států za Američany, ačkoliv to nemusí být primární identita daného jednotlivce).
Jedním z příkladů tohoto rozporů mohou být arabští občané Izraele. V roce 2023 tvořili Arabové 21 % celkového obyvatelstva Izraele. Většina z nich měla izraelské občanství. Jejich vlastní identita byla v průběhu času značně proměnlivá a je nejednotná. Většina arabských občanů Izraele jsou potomci místního arabského obyvatelstva z období před rozdělením Britského mandátu Palestina, velká část z nich má na území státu Palestiny příbuzné. V průběhu 20. století se podle dobových průzkumů veřejného mínění označovala většina arabských občanů Izraele za Palestince. Podle průzkumu z roku 2017 se však 40 % respondentů označilo jako “Arab v Izraeli” nebo “arabský občan Izraele”. Jako “Palestinec” se označilo jen 15 % respondentů, dalších 9 % se pak označilo jako “Palestinec v Izraeli” nebo “palestinský občan Izraele”. 11 % respondentů se pak označilo jako “Izraelci”.